# Bobi Verdeș
Bobi Gheorghiță Verdeș (n. 24 noiembrie 1980, Drobeta-Turnu Severin, Mehedinți, România) este un fotbalist român retras din activitate și devenit antrenor.
A jucat pentru echipele:
- FC Drobeta Turnu-Severin (1996-1999)
- Pandurii Târgu Jiu (1999-2001)
- Universitatea Craiova (2001-2003)
- Progresul București (2003)
- Oțelul Galați (2003-2004)
- FC Argeș (2004)
- Dacia Mioveni (2004-2005)
- Pandurii Târgu Jiu (2005)
- FCM Bacău (2005-2007)
- Inter Gaz București (2007-2008)
- Unirea Alba Iulia (2008-2010)
- Chindia Târgoviște (2011-2013)
- Gloria Buzău (2013)
- ASA Târgu Mureș (2014)
- FC Olt Slatina (2014-2017)
- Flacăra Horezu (2017-2018)